# 니제르의 대통령

니제르의 국장

니제르의 대통령은 니제르 국가원수이자 행정수반이다.

## 역대 대통령의 직책
- 1960년 ~ 1974년 : 대통령
- 1974년 ~ 1989년 : 최고군사평의회 의장
- 1989년 : 오리엔테이션 최고위원회 의장
- 1989년 ~ 1996년 : 대통령
- 1996년 : 구국평의회 위원장
- 1996년 ~ 1999년 : 대통령
- 1999년 : 국가조화위원회 위원장
- 1999년 ~ 2010년 : 대통령
- 2010년 ~ 2011년 : 민주주의 회복을 위한 최고위원회 위원장
- 2011년 ~ 2023년 : 대통령
- 2023년 ~ 현재 : 국가수호위원회 위원장

## 역대 대통령 목록
| 대 | 사진 | 이름                                 | 임기                             | 소속 정당                       | 선거           | 총리                                                                                | 비고                 |
| -- | ---- | ------------------------------------ | -------------------------------- | ------------------------------- | -------------- | ----------------------------------------------------------------------------------- | -------------------- |
| 1  |      | 하마니 디오리 (1916-1989)            | 1960년 11월 10일~1974년 4월 15일 | 니제르 진보당                   | 1960 1965 1970 | (신설 전)                                                                           | 임기중 사임          |
| 2  |      | 세이니 쿤체 (1931-1987)              | 1974년 4월 17일~1987년 11월 10일 | 군인                            | -              | 마메네 오우마로우 하미드 알가비드                                                   | 임기중 사망          |
| 3  |      | 알리 사이부 (1940-2011)              | 1987년 11월 14일~1993년 4월 16일 | 사회발전 국민운동(군인)         | 1989           | 하미드 알가비드 마만 우마루 알리오 마하미도 아마두 체이푸                           |                      |
| 4  |      | 마하만 우스만 (1950- )               | 1993년 4월 16일~1996년 1월 27일  | 민주사회협약                    | 1993           | 아마도우 체이포우 마하마도우 이소푸 소레이 압둘에이 아마도우 치세 하마 아마도우     |                      |
| 5  |      | 이브라힘 바레마이 나사라 (1949-1999) | 1996년 1월 27일~1999년 4월 9일   | 국민의원연맹 민주진보연대(군인) | 1996           | 보카리 아디지 아마도우 치세 이브라힘 한센 마야키                                    | 임기중 암살          |
| 6  |      | 다우다 말람 완케 (1946-2004)         | 1999년 4월 11일~1999년 12월 22일 | 군인                            | -              | 이브라힘 한센 마야키                                                                |                      |
| 7  |      | 마마두 탄자 (1938-2020)              | 1999년 12월 22일~2010년 2월 18일 | 사회발전 국민운동               | 1999 2004      | 이브라힘 한센 마야키 하마 아마도우 세예니 오우마로우 알바데 아보바 알리 바조 가마티 | 임기중 사임          |
| 8  |      | 살루 지보 (1965- )                   | 2010년 2월 18일~2011년 4월 7일   | 군인                            | -              | 마하마도우 단다                                                                     |                      |
| 9  |      | 마하마두 이수푸 (1952- )             | 2011년 4월 7일~2021년 4월 2일    | 니제르 사회민주주의당           | 2011 2016      | 브리기 라피니                                                                       |                      |
| 10 |      | 모하메드 바줌 (1960- )               | 2021년 4월 2일~2023년 7월 26일   | 니제르 사회민주주의당           | 2021           | 우후무두 마하마두                                                                   | 임기중 쿠데타로 축출 |
| 11 |      | 압두라하마네 치아니 (1960/1961- )    | 2023년 7월 26일~현재             | 군인                            | -              | (공석)                                                                              |                      |